# Nicolau I de Lorena
Nicolau I de Lorena-Anjou, duc de Lorena (1470- 1473), nascut i mort a Nancy (1448- 1473) fou el fill de Joan II de Lorena-anjou, Duc De Lorraine, i de Marie de Bourbon. Forma part de la segona casa capétienne d'Anjou.

## Un príncep cobejat: esposalles ambAnna de Françai després ambMaria de Borgonya
Net del famós Renat I d'Anjou, duc de Bar i d'Anjou, comte del Maine i de Provença i rei titular de Nàpols i de Sicília, el jove príncep es va prometre el 27 de novembre de 1461 a la seva cosina Anna de França, filla gran de Lluís XI de França i de Carlota de Savoia que acaba de néixer feia poc temps. El 1469, Lluís XI va atribuir el Vescomtat de Thouars a la seva filla Anna; Nicolau, a conseqüència de les seves esposalles amb la princesa, va esdevenir el 33è vescomte de Thouars. Les esposalles no obstant no van reeixir i fou amb Pere de Borbó, senyor de Beaujeu, vint anys més gran que Nicolau, germà segon del duc Joan II de Borbó, amb qui Anna de França, futura regenta del regne, es casarà.
En efecte, Nicolau, esdevingut duc de Lorena a la mort del seu pare el 1470, es va separar de l'aliança francesa i es va acostar al duc de Borgonya que, el 1472, li va prometre la seva filla i hereva en matrimoni.

## Els reptes de la política europea
Nicolau I de Lorena es va trobar agafat entre les intrigues de Lluís XI de França i de Carles I de Borgonya.
En tant que futur gendre del rei de França, Lluís XI el va enviar a combatre a Francesc II de Bretanya, duc de Bretanya el 1468. Va prendre sobretot Chantocé i Ancenis.
Sobirà d'un Estat enclavat en les possessions borgonyones, el 1472 va acceptar l'aliança de Carles I de Borgonya que li va oferir casar-se amb la seva filla i hereva Maria de Borgonya i va participar en la invasió de Picardie i al setge de Beauvais.
La mort del seu pare el 1470 no sol el va fer pujar al tron de Lorena. En tant que el més gran dels hereus del rei Renat d'Anjou, ja vell, va esdevenir l'hereu presumpte del ducat d'Anjou, del comtat de Provença i dels drets sobre els regnes de Nàpols i Sicília.
El 1473, preocupat per reforçar la potència dels seus Estats, intenta prendre la puixant ciutat de Metz per fer-ne la seva capital. Els burgesos de la ciutat van rebutjar el seu atac sorpresa i el setge fou aixecat.
Mentre que es preparava a reiterar aquesta empresa, va morir de sobte a l'edat de 25 anys. Alguns pretenen que el jove duc hauria estat enverinat per ordre del rei de França que temia l'aliança loreno-borgonyona.
En efecte, era l'únic fill que sobrevivia en línia masculina de Joan II de Lorena (també conegut sota el nom de Joan de Calàbria), i per això l'únic hereu del seu avi Renat d'Anjou. La seva mort va permetre a Lluís XI recuperar el vescomtat de Thouars i posar la mà des de 1474 sobre l'Anjou.
Malgrat les seves dues esposalles no s'havia casat. Va deixar tanmateix una filla, Margarida, bastarda d'Anjou, casada amb Joan IV de Chabannes († 1503), comte de Dammartin.

## El futur del ducat de Lorena
Amb Nicolau I es va acabar la dinastia dels «Angevins»,no va quedar cap hereu. Els Estats Generals de Lorena van oferir el tron de Lorena a la filla gran del rei Renat I d'Anjou, Violant d'Anjou, vídua del comte Ferri II de Vaudémont. Violant va abdicar a favor del seu fill Renat que va prendre el nom de Renat II de Lorena.